# Bosco Pantano di Policoro e Costa Ionica Foce Sinni
Bosco Pantano di Policoro e Costa Ionica Foce Sinni este o arie protejată (arie specială de conservare — SAC, sit de importanță comunitară — SCI, arie de protecție specială avifaunistică — SPA) din Italia întinsă pe o suprafață de 1.794 ha, din care 37 % marine.

## Localizare
Centrul sitului Bosco Pantano di Policoro e Costa Ionica Foce Sinni este situat la coordonatele 40°09′15″N 16°39′59″E / 40.15419°N 16.666345°E.

## Înființare
Situl Bosco Pantano di Policoro e Costa Ionica Foce Sinni a fost declarat sit de importanță comunitară în iunie 1995 pentru a proteja 112 specii de animale. Alte tipuri de protecție:
- arie de protecție specială avifaunistică (în august 1999)[3]
- arie specială de conservare (în ianuarie 2017)[2][4][5]

## Biodiversitate
Situată în ecoregiunea mediteraneană, aria protejată conține 19 habitate naturale: Dune cu tufărișuri sclerofile Cisto-Lavenduletalia, Salicornia și alte specii anuale care populează regiunile mlăștinoase și nisipoase, Râuri mediteraneene cu debit permanent cu specii de Paspalo-Agrostidion și galerii riverane de Salix și de Populus alba, Pajiști umede mediteraneene cu ierburi înalte de Molinio-Holoschoenion, Păduri mixte riverane de Quercus robur, Ulmus laevis și Ulmus minor, Fraxinus excelsior sau Fraxinus angustifolia, de-a lungul marilor râuri (Ulmenion minoris), Dune mobile de-a lungul țărmului cu Ammophila arenaria („dune albe”), Bancuri de nisip acoperite în permanență slab de apă marină, Dune cu vegetație ierboasă Malcolmietalia, Dune mobile cu vegetație embrionară, Dune de coastă cu Juniperus spp., Pășuni mediteraneene udate de apa mării (Juncetalia maritimi), Mlaștini calcaroase cu Cladium mariscus și specii de Caricion davallianae, Dune de pe litoral fixate cu Crucianellion maritimae, Tufărișuri halofile mediteraneene și termo-atlantice (Sarcocornetea fruticosi), Dune cu vegetație ierboasă Brachypodietalia cu specii anuale, Vegetație anuală la limita mareei, Galerii de Salix alba și de Populus alba, Estuare, Galerii și tufărișuri riverane sudice (Nerio-Tamaricetea și Securinegion tinctoriae).
La baza desemnării sitului se află mai multe specii protejate:
- păsări (105): lăcar mare (Acrocephalus arundinaceus), privighetoare-de-baltă (Acrocephalus melanopogon), lăcar-de-rogoz (Acrocephalus schoenobaenus), lăcar-de-lac (Acrocephalus scirpaceus), fluierar de munte (Actitis hypoleucos), pițigoi codat (Aegithalos caudatus), ciocârlie-de-câmp (Alauda arvensis), pescăruș albastru (Alcedo atthis), fâsă de luncă (Anthus pratensis), fâsă de pădure (Anthus spinoletta), fâsă de pădure (Anthus trivialis), lăstunul mare (Apus apus), Apus pallidus, egretă mare (Ardea alba), stârc cenușiu (Ardea cinerea), stârc roșu (Ardea purpurea), stârc galben (Ardeola ralloides), buhai de baltă (Botaurus stellaris), șorecarul comun (Buteo buteo), fugaci de țărm (Calidris alpina), caprimulg (Caprimulgus europaeus), sticlete (Carduelis carduelis), Cettia cetti, prundăraș de sărătură (Charadrius alexandrinus),  prundaș gulerat mic (Charadrius dubius), florinte (Chloris chloris), erete de stuf (Circus aeruginosus), erete vânăt (Circus cyaneus), porumbel gulerat (Columba palumbus), dumbrăveancă (Coracias garrulus), cioară neagră (Corvus corone), Corvus monedula, pițigoi albastru (Cyanistes caeruleus), lăstun de casă (Delichon urbicum), ciocănitoare pestriță mare (Dendrocopos major), Dryobates minor, egretă mică (Egretta garzetta), presură sură (Emberiza calandra), presură bărboasă (Emberiza cirlus), presură de grădină (Emberiza hortulana), presură de stuf (Emberiza schoeniclus), măcăleandru (Erithacus rubecula), vânturel roșu (Falco tinnunculus), vânturel de seară (Falco vespertinus), cinteză (Fringilla coelebs), ciocârlan (Galerida cristata), găinușă de baltă (Gallinula chloropus), gaiță (Garrulus glandarius), pescăriță râzătoare (Gelochelidon nilotica), cocor (Grus grus), Hippolais polyglotta, rândunică (Hirundo rustica), Hydrocoloeus minutus, stârc pitic (Ixobrychus minutus), sfrâncioc cu cap roșu (Lanius senator), Larus argentatus, pescăruș negricios (Larus fuscus), pescăruș-cu-cap-negru (Larus melanocephalus), pescăruș râzător (Larus ridibundus), câneparul (Linaria cannabina), prigoare (Merops apiaster), gaia neagră (Milvus migrans), gaia roșie (Milvus milvus), codobatură galbenă (Motacilla alba), codobatură de munte (Motacilla cinerea), codobatura galbenă (Motacilla flava), muscar sur (Muscicapa striata), Numenius phaeopus, pietrar mediteranean (Oenanthe hispanica), pietrar sur (Oenanthe oenanthe), grangur (Oriolus oriolus), ciuf-pitic (Otus scops), vultur pescar (Pandion haliaetus), pițigoi mare (Parus major), vrabie (Passer domesticus), vrabie de câmp (Passer montanus), viespar (Pernis apivorus), Phalacrocorax carbo sinensis, codroș de munte (Phoenicurus ochruros), pitulice de munte (Phylloscopus bonelli), pitulice de munte (Phylloscopus collybita), pitulice-fluierătoare (Phylloscopus trochilus), coțofană (Pica pica), ciocănitoarea verde (Picus viridis), lopătar (Platalea leucorodia), brumăriță de pădure (Prunella modularis), cristei de baltă (Rallus aquaticus), ciocântors (Recurvirostra avosetta), pițigoi-pungar (Remiz pendulinus), mărăcinar (Saxicola rubetra), mărăcinar negru (Saxicola torquatus), cănăraș (Serinus serinus), țiclete (Sitta europaea), guguștiuc (Streptopelia decaocto), turturică (Streptopelia turtur), graur (Sturnus vulgaris), silvie cu cap negru (Sylvia atricapilla), silvie roșcată (Sylvia cantillans), silvie de câmp (Sylvia communis), silvie mediteraneană (Sylvia melanocephala), chiră de mare (Thalasseus sandvicensis), fluierarul de zăvoi (Tringa ochropus), pănțărușul (Troglodytes troglodytes), mierlă (Turdus merula), sturz-cântător (Turdus philomelos)
- mamifere (2): liliac cârn (Barbastella barbastellus), vidră de râu (Lutra lutra)
- nevertebrate (2): croitorul mare al stejarului (Cerambyx cerdo), Rosalia alpina
- reptile (3): Caretta caretta, șarpele cu patru dungi (Elaphe quatuorlineata), țestoasa de baltă (Emys orbicularis)

Pe lângă speciile protejate, pe teritoriul sitului au mai fost identificate 24 de specii de plante, 6 specii de amfibieni, 7 specii de mamifere, 24 de specii de nevertebrate, 5 specii de reptile.